# Marco J. Riedl
Marco J. Riedl (* 1969 in Weiden in der Oberpfalz) ist ein deutscher Filmregisseur, Drehbuchautor und Kameramann.

## Leben und Wirken
Marco J. Riedl arbeitete zwischen 1996 und 2003 als Kameramann in der Mediengesellschaft Franken-Tele Bamberg. In diesem Zeitraum entstanden unter seiner Kameraführung verschiedene Reportagen und Beiträge für regionale und überregionale Fernsehsender wie z. B. SAT.1, RTL 2 und Pro 7. Außerdem war Marco J. Riedl als Regisseur von Imagefilmen tätig.
Seit 2003 studiert Marco J. Riedl Kamera an der Fachhochschule Dortmund und arbeitete während seines Studiums dort an vielen Filmproduktionen verschiedener Filmhochschulen, wie z. B. der Internationalen Filmschule Köln, HFF Potsdam oder der Filmakademie Baden-Württemberg zumeist als Oberbeleuchter mit. Neben seiner Arbeit als Kameramann, schreibt er Drehbücher in deutscher und englischer Fassung. Für seine beiden Kurzfilme Quirk of Fate – Eine Laune des Schicksals und seinen Abschlussfilm an der FH Dortmund On Air, den er zusammen mit Carsten Vauth realisierte, gewann Marco J. Riedl zahlreiche Preise auf diversen nationalen und internationalen Filmfestivals.

## Filmografie (Auswahl)
- 2010: On Air (Regie, Drehbuch, Kamera und Produktion)
- 2010: Not Worth a Bullet (Drehbuch, Kamera und Produktion)
- 2011: Quirk of Fate - Eine Laune des Schicksals (Drehbuch und Regie)
- 2012: Radio Silence – Der Tod hört mit (Regie, Drehbuch und Produktion)
- 2017: Tian – Das Geheimnis der Schmuckstraße (Kamera)

## Auszeichnungen
- 2010: Gewinner des Shocking Shorts Awards im Rahmen des Filmfests München für On Air
- 2011: Nominierung auf dem US-amerikanischen Filmfestival Arizona International Film in der Kategorie Short feature für den Reel Frontier Award für Quirk of Fate – Eine Laune des Schicksals
- 2011: Nominierung auf dem US-amerikanischen Filmfestival Buffalo Niagara Film Festival in der Kategorie Bester Kurzfilm für den Großen Preis der Jury für Quirk of Fate – Eine Laune des Schicksals
- 2011: Gewinner des Bronze Plaque Awards auf dem US-amerikanischen Filmfestival Columbus International Film & Video Festival in der Kategorie Student für Quirk of Fate – Eine Laune des Schicksals
- 2011: Gewinner des Festivalpreises auf dem US-amerikanischen Filmfestival Route 66 Film Festival in der Kategorie Bester ausländischer Film für Quirk of Fate – Eine Laune des Schicksals
- 2011: Nominierung auf dem US-amerikanischen Filmfestival Temecula Valley International Film Festival in der Kategorie Bester ausländischer Film für den Viewer's Choice Award für Quirk of Fate – Eine Laune des Schicksals